# Wspaniały Buck Howard
Wspaniały Buck Howard (ang. The Great Buck Howard) – amerykański film fabularny z 2008 roku w reżyserii Seana McGinly’ego, wyprodukowany przez wytwórnię Magnolia Pictures. Główne role w filmie zagrali Colin Hanks, John Malkovich i Emily Blunt.
Premiera filmu odbyła się 18 stycznia 2008 podczas Sundance Film Festival oraz w Stanach Zjednoczonych.

## Fabuła
Troy Gable (Colin Hanks) marzy o karierze pisarza. Mężczyzna otrzymuje posadę osobistego asystenta u boku słynnego iluzjonisty Bucka Howarda (John Malkovich). Artysta najlepsze lata ma już za sobą. Obaj postanawiają przemierzyć amerykańskie miasteczka, gdzie mag daje pokazy.

## Obsada
- John Malkovich jako Buck Howard
- Colin Hanks jako Troy Gable
- Emily Blunt jako Valerie Brennan
- Ricky Jay jako Gil Bellamy
- Steve Zahn jako Kenny
- Tom Hanks jako pan Gable
- Griffin Dunne jako Johnathan Finerman
- Matthew Gray Gubler jako Russell
- Debra Monk jako Doreen
- Adam Scott jako Alan Berkman
- Patrick Fischler jako Michael Perry
- Wallace Langham jako Dan Green

## Odbiór

### Krytyka
Film Wspaniały Buck Howard spotkał się z pozytywną reakcją krytyków. W serwisie Rotten Tomatoes 72% z dziewięćdziesięciu dwóch recenzji filmu jest pozytywne (średnia ocen wyniosła 6,5 na 10). Na portalu Metacritic średnia ocen z 25 recenzji wyniosła 63 punkty na 100.